# Pizzoni
Pizzoni (pronuncia Pìzzoni [ˈpiʦʦoni], Pìzzuni in calabrese e in greco-calabro) è un comune italiano di 936 abitanti della provincia di Vibo Valentia in Calabria. L'abitato sorge a 290 metri di altitudine alle falde occidentali del monte Mazzucolo (m 923 s.l.m.), nell'area geografica delle Serre calabresi.

## Società

### Evoluzione demografica
Abitanti censiti

## Infrastrutture e trasporti
Il comune è interessato dalle seguenti direttrici stradali:
- delle Serre Calabre

## Amministrazione
| Periodo          | Periodo        | Primo cittadino            | Partito                         | Carica  | Note |
| ---------------- | -------------- | -------------------------- | ------------------------------- | ------- | ---- |
| 21 novembre 1993 | 27 aprile 1997 | Giuseppe Bruno Aversa      | Democrazia Cristiana            | sindaco |      |
| 27 aprile 1997   | 13 maggio 2001 | Giuseppe De Caria          | lista civica                    | sindaco |      |
| 13 maggio 2001   | 13 giugno 2004 | Nicola Donato              | lista civica di centro-sinistra | sindaco |      |
| 13 giugno 2004   | 7 giugno 2009  | Vincenzo Salvatore De Masi | lista civica                    | sindaco |      |
| 7 giugno 2009    | 26 maggio 2014 | Francesco Garisto          | lista civica                    | sindaco |      |
| 26 maggio 2014   | 27 maggio 2019 | Tiziana De Nardo           | lista civica Pizzoni sincera    | sindaco |      |
| 27 maggio 2019   | in carica      | Vincenzo Caruso            | lista civica Pizzoni rinasce    | sindaco |      |

### Gemellaggi
- Villar Perosa